# Mick Pointer
Mick Pointer, född 22 juli 1956, är en brittisk trummis som tillsammans med Steve Rothery grundade neoprogbandet Silmarillion, som sedan blev Marillion. Han spelade på debutalbumet Script for a Jester's Tear och lämnade därefter bandet 1983. Han spelar nu i Arena, tillsammans med bland andra Pendragons keyboardist Clive Nolan.